# Albert Wallin
Karl Albert Wallin, född 1 juni 1872 i Göteborg, död 1966 i Göteborg, var en svensk läkare.
Albert Wallin var son till stadsdistriktsläkaren August Wallin. Han avlade studentexamen vid Högre latinläroverket i Göteborg år 1890, blev medicine kandidat vid Uppsala universitet 1896 och medicine licentiat 1903. Han blev amanuens vid kirurgiska kliniken i Uppsala 1903 och underkirurg där 1904, samt amanuens vid Allmänna och Sahlgrenska sjukhusets kirurgiska avdelning i Göteborg 1905, samt blev andre läkare där från år 1906. Han lärde sig att opera hos Karl Gustaf Lennander i Uppsala.
Albert Wallin blev läkare och chef vid det nyöppnade Oscar och Maria Ekmans sjukhus i Örgryte år 1910, där han var ensam läkare på sjukhuset under 19 år. Albert Wallin kvarstod i tjänst på Ekmanska sjukhuset till 1937. Albert Wallin var även läkare åt Svenska Amerikalinjen. Efter pensioneringen var han privatpraktiserande läkare till dess han fyllt 82 år.
Albert Wallin skänkte i flera omgångar medel till Kungliga Vetenskaps- och Vitterhets-Samhället i Göteborg för en fond för vetenskaplig forskning, som årligen skulle dela ut "Albert Wallins pris". Han testamenterade större delen av sin förmögenhet till Kungliga Vetenskaps- och Vitterhets-Samhället i Göteborg.